# Kristoffer Lund
Kristoffer Lund Hansen (født 14. maj 2002) er en dansk-amerikansk professionel fodboldspiller, som spiller for Bundesligaen-klubben 1. FC Köln og USA's landshold.

## Klubkarriere

### Tidlige karriere
Lund begyndte hos lokalklubben Kerteminde Boldklub, før han i en alder af 13 år flyttede til FC Midtjylland. Han skrev i 2017 sin første professionelle kontrakt med klubben. Han fik sin førsteholdsdebut for klubben den 11. februar 2021.
I april 2021 blev det annonceret, at Lund skiftede til Esbjerg fB.

### BK Häcken
Lund nåede aldrig at spille en kamp for Esbjerg, før han i august 2021 skiftede til svenske BK Häcken. Han spillede her en vigtig rolle i, at Häcken i 2022 vandt deres første mesterskab nogensinde.

### Palermo
Lund skiftede i august 2023 til italienske Palermo.

### 1. FC Köln
To år senere blev Kristoffer Lund lejet ud til den tyske traditionsklub  1. FC Köln, der netop var rykket op i Bundesligaen igen.

## Landsholdskarriere

### Danmark
Lund har repræsenteret Danmark på flere ungdomsniveauer.

### USA
I august 2023 annoncerede Lund, at han skiftede til at repræsentere USA. Han debuterede for USA's landshold den 9. september 2023.

## Privat
Lund er født i Kerteminde til en dansk far og en amerikansk mor.

## Titler
BK Häcken
- Allsvenskan: 1 (2022)
- Svenska Cupen: 1 (2022-23)